# Made of Flesh
Made of Flesh è il settimo album della band death metal tedesca Fleshcrawl, pubblicato nel 2004 dalla Metal Blade Records.

## Tracce
1. Beneath A Dying Sun – 4:41
2. Made of Flesh – 4:03
3. Scourge Of The Bleeding Haunted – 3:59
4. Into The Depths Of No Return – 4:47
5. Flesh Bloody Flesh – 3:20
6. Forged In Blood – 4:59
7. Damned in Fire – 2:39
8. Demons Of The Dead – 3:20
9. Carnal Devourment – 3:57
10. When Life Surrenders – 4:53

## Formazione
- Sven Gross - voce
- Mike Hanus - chitarra
- Oliver Grbavac - chitarra
- Tobias Schick - basso
- Bastian Herzog - batteria